# Francisco Arancibia
Francisco Deladier Arancibia Pérez (Cabildo, 1986) es un futbolista chileno. Juega de volante defensivo, aunque sus apariciones son en el puesto de lateral izquierdo. 

## Carrera
Debutó en el Clausura 2004 de la mano del técnico Raúl Aravena. Durante el 2008 jugó muy poco y rechazo la opción de ir a préstamo a Unión Quilpué junto con otros compañeros. En 2009 en un comienzo continuaba en Santiago Wanderers siendo presentado en la "Noche Verde" pero sorpresivamente fue enviado a Unión Quilpué, donde mismo había rechazado ir el año anterior. Su estadía en Quilpué solo dura unos meses puesto que por problemas entre Wanderers y Unión Quilpué regresa a su equipo formador.

## Estadísticas
| Santiago Wanderers Chile | 2004                | 5  | 0 | — | — | — | — | 5  | 0 |
| Santiago Wanderers Chile | 2005                | 5  | 0 | — | — | — | — | 5  | 0 |
| Santiago Wanderers Chile | 2006                | 14 | 0 | — | — | — | — | 14 | 0 |
| Santiago Wanderers Chile | 2007                | 10 | 0 | — | — | — | — | 10 | 0 |
| Santiago Wanderers Chile | 2008                | 3  | 0 | — | — | — | — | 3  | 0 |
| Santiago Wanderers Chile | 2009                | —  | — | — | — | — | — | 0  | 0 |
| Santiago Wanderers Chile | Total               | 37 | 0 | 0 | 0 | 0 | 0 | 37 | 0 |
| Unión Quilpué Chile      | 2009                | 16 | 0 | 1 | 0 | 0 | 0 | 16 | 0 |
| Unión Quilpué Chile      | Total               | 16 | 0 | 1 | 0 | 0 | 0 | 17 | 0 |
| Total de su Carrera      | Total de su Carrera | 53 | 0 | 1 | 0 | 0 | 0 | 54 | 0 |
| 1. 2.                    |                     |    |   |   |   |   |   |    |   |

- Datos: Q5865125